# 스뉴트리노
스뉴트리노는 뉴트리노(중성미자)의 보손 초대칭짝이다.